# Etofumesat
Etofumesat – organiczny związek chemiczny, herbicyd stosowany przed- i powschodowo do selektywnego zwalczania jedno- i dwuliściennych chwastów w uprawach buraków cukrowych i pastewnych. Rośliny wrażliwe na etofumesat: wiechlina roczna, włośnice, dymnica pospolita, przytulia czepna, gwiazdnica pospolita, sporek polny, a także bniec biały, mlecz zwyczajny, szarłat szorstki oraz palusznik krwawy. Do rośliny przenika przez korzenie, a w glebie utrzymuje się około 5 miesięcy, dlatego po zastosowaniu na opryskanym polu nie należy wysiewać roślin wrażliwych, w szczególności pszenicy ozimej. Stosowany samodzielnie lub w kombinacjach z fenmedifamem i desmedifamem. W przypadku zatrucia stosuje się  leczenie objawowe, antidotum nie jest znane.

## Otrzymywanie
Etofumesat można otrzymać wychodząc z 1,4-benzochinonu i izobutanolu, które w obecności zasady dają dihydroksylową pochodną benzofuranu. Produkt ten poddaje się reakcji z etanolem (powstaje odpowiedni eter), a grupę fenolową przeprowadza się w ester sulfonowy za pomocą chlorku metanosulfonylu (MsCl). Inną metodą jest reakcja aldehydu izomasłowego z N-metylomorfoliną, a następnie kolejno z 1,4-benzochinonem, etanolem i MsCl.